# Under Feet Like Ours (альбом)
Under Feet Like Ours — дебютный, самостоятельно выпущенный, студийный альбом канадской инди-рок группы Tegan and Sara, вышедший в 1999 году.

## Об альбоме
Изначально пластинка вышла ограниченным числом копий как плод творчества дуэта Sara and Tegan в 1999 году, лишь позднее была переиздана как альбом группы Tegan and Sara. Under Feet Like Ours был снова переиздан в 2001, в переиздание вошла песня «Frozen» с альбома This Business of Art.
На обложке альбома — детская фотография сестер: Сэра в красном, Тиган в сиреневом.
В 2009 альбом был переиздан с новым дизайном, разработанным арт-директором группы ЕE Storey, и сейчас продается только в картонном cd-боксе (в отличие от стандартной пластиковой упаковки).

## Список композиций
| №                   | Название                       | Длительность |
| ------------------- | ------------------------------ | ------------ |
| 1.                  | «Divided» (T. Quin)            | 3:04         |
| 2.                  | «Our Trees» (T. Quin)          | 3:47         |
| 3.                  | «Come On» (S. Quin)            | 4:05         |
| 4.                  | «Freedom» (T. Quin)            | 2:15         |
| 5.                  | «Proud» (S. Quin)              | 2:48         |
| 6.                  | «More for Me» (T. Quin)        | 3:44         |
| 7.                  | «Hype» (S. Quin)               | 3:05         |
| 8.                  | «Clever Meals» (T. Quin)       | 3:18         |
| 9.                  | «This Is Everything» (T. Quin) | 3:09         |
| 10.                 | «Heavy» (S. Quin)              | 4:18         |
| 11.                 | «Welcome Home» (T. Quin)       | 2:34         |
| 12.                 | «Superstar» (T. Quin)          | 3:50         |
| 13.                 | «Bye!»                         | 0:05         |
| Общая длительность: | Общая длительность:            | 40:02        |

### Бонус-треки
| №   | Название           | Длительность |
| --- | ------------------ | ------------ |
| 13. | «Frozen» (T. Quin) | 2:44         |